# Mistrzostwa Europy w Saneczkarstwie 1953
11. Mistrzostwa Europy w saneczkarstwie 1953 odbyły się we włoskiej Cortina d’Ampezzo. Rozegrane zostały trzy konkurencje: jedynki kobiet, jedynki mężczyzn oraz dwójki mężczyzn. Po raz drugi w historii wszystkie medale zdobyła Austria.

## Wyniki

### Jedynki kobiet
| Medal | Zawodniczka   | Narodowość | Czas | Strata |
| ----- | ------------- | ---------- | ---- | ------ |
|       | Maria Isser   | Austria    |      |        |
|       | Liesl Seewald | Austria    |      |        |
|       | Rosa Lesser   | Austria    |      |        |

### Jedynki mężczyzn
| Medal | Zawodnik       | Narodowość | Czas | Strata |
| ----- | -------------- | ---------- | ---- | ------ |
|       | Paul Aste      | Austria    |      |        |
|       | Heinrich Isser | Austria    |      |        |
|       | Albert Krauss  | Austria    |      |        |

### Dwójki mężczyzn
| Medal | Zawodnicy                   | Narodowość | Czas | Strata |
| ----- | --------------------------- | ---------- | ---- | ------ |
|       | Hans Krausner/Wilhelm Lache | Austria    |      |        |
|       | Paul Aste/Heinrich Isser    | Austria    |      |        |
|       | Erich Raffl/Stefan Schöpf   | Austria    |      |        |

## Klasyfikacja medalowa
| Miejsce | Państwo |   |   |   | Razem |
| ------- | ------- | - | - | - | ----- |
| 1.      | Austria | 3 | 3 | 3 | 9     |